# Yttersta domens femton förebud
Yttersta domens femton förebud (latin Quindecim Signa ante Judicium) är en medeltida förteckning av händelserna som antogs skulle inträffa under de sista två veckorna före domedagen. Den tros ha sitt ursprung i den apokryfiska Thomas uppenbarelse och återfinns i många manuskript på latin efter år 1000. Den yttersta domens femton förebud förekommer i många litterära verk.

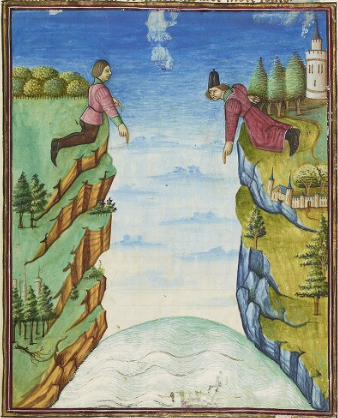
Yttersta domens femton förebud - den andra dagen. Illumination från Livre de la Vigne nostre Seigneur (Bodleian Library, Oxford MS. Douce 134)

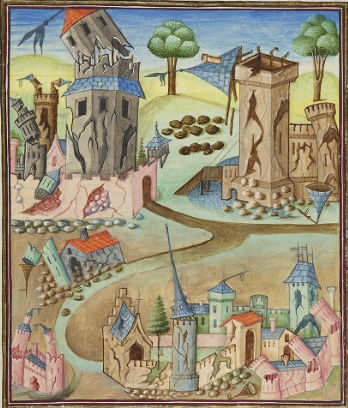
Yttersta domens femton förebud - den sjunde dagen. Illumination från Livre de la Vigne nostre Seigneur (Bodleian Library, Oxford MS. Douce 134)

## Ursprung
Yttersta domens femton förebud anses komma  från Thomas Uppenbarelse, en apokryfisk apokalyptisk text som skrevs  på grekiska mellan andra och fjärde århundradet och som senare översattes till latin . Den finns i två versioner. Den första versionen innehåller en lista med sju tecken som förebådar yttersta domen. Den längre versionen har ett tillägg som ger listan femton förebud. Denna senare versionen togs upp och omformades av irländare, varefter den blev en källa för många europeiska visioner om den yttersta domen .

## Versioner
En av dess många versioner finns i Asega-bôk. En annan version finns i Saltair na Rann . En av de tidigaste versionerna är De quindecim signis (PL XCIV.555) skriven på 800-talet av Pseudo-Bede.  

## Handskrifter
- Corpus Christi College, Oxford MS 36 (fragment, 125 verser på franska)[6]
- Bodleian Library, Oxford MS. Douce 134 (Livre de la Vigne nostre Seigneur, med illustrationer av alla förebåd): Digital utgåva

## Förebuden
De femton förebuden är i en irländsk version följande .
1. Jordens vatten stiger 40 alnar över bergen
2. Vattnet sjunker så lågt att det inte kan ses
3. Vattnet återgår till sitt ursprungliga läge
4. Fiskar och havsodjur samlas på ytan och frambringar läten som bara Gud kan förstå
5. Vattnet brinner från soluppgång till solnedgång
6. Växter och träd svettas bloddagg
7. Alla hus och byggnader förstörs
8. Stenarna slåss mot varandra och alla sönderfaller i tre delar
9. De största jordbävningarna sedan världen skapelse utbryter
10. Alla berg och dalar förvandlas till slätter
11. Människorna kommer ut från sina gömställen men kan inte längre förstå varandra
12. Stjärnorna och stjärnbilder faller ner från himlen
13. De dödas ben uppstiger upp från gravarna
14. Alla människor dö så att de ska kunna uppstå med de redan döda
15. Jorden brinner till helvetes portar. Domedag